# تپه کانی خیران
تپه کانی خیران مربوط به دوران پیش از تاریخ ایران باستان تا دوران‌های تاریخی پس از اسلام است و در شهرستان جوانرود، بخش روانسر، روستای کانی خیران واقع شده و این اثر در تاریخ ۲۳ شهریور ۱۳۸۲ با شمارهٔ ثبت ۱۰۱۴۷ به‌عنوان یکی از آثار ملی ایران به ثبت رسیده است.